# 8-Zoll-Kanone M1885
Die 8-Zoll-Kanone M1885 (russisch: 8-дюймовая пушка обр. 1885 г, nach Umstellung auf das metrische System: 203-мм орудие обр. 1885 г.) war ein Schiffsgeschütz der Kaiserlich-Russischen Marine. Sie wurde ebenfalls als Küstengeschütz eingesetzt.

## Geschichte
Die Geschütze wurden von Brink, dem führenden russischen Konstrukteur schwerer Schiffsgeschütze zur damaligen Zeit, entworfen. Sie kamen vorrangig auf geschützten Kreuzern und Panzerkreuzern sowie Kanonenbooten der Kaiserlich-Russischen Marine zum Einsatz. Die ersten Kanonen wurden 1886 produziert. Bis 1887 wurden insgesamt 29 Geschütze bestellt. In den Jahren 1904/05 wurden die meisten dieser Waffen auf den Schiffen der russischen Flotte ersetzt bzw. die veralteten Schiffe außer Dienst gestellt. Im Jahr 1914 gab es bei der russischen Marine keine 8-Zoll-Kanone M1885 auf Schiffen bzw. Booten mehr. Die ausgemusterten Geschütze wurden dem Heer übergeben und in verschiedenen Küstenbefestigungen eingesetzt. Dort blieben sie bis zum Ersten Weltkrieg im Einsatz. 1904/05 wurden zwei der Kanonen in den Befestigungsanlagen von Wladiwostok aufgestellt. Ende 1916/Anfang 1917 gelangten zwei weitere Kanonen nach Sewastopol und wurden in der Kola-Bucht in Stellung gebracht.
In der russischen Flotte wurden folgende Schiffe und Boote mit der 8-Zoll-Kanone M1887 bewaffnet:
- Kreuzer Admiral Nachimow (1885–1904, acht Geschütze in vier Zwillingstürmen)
- Kreuzer Pamjat Asowa (1890, 1909 Bewaffnung entfernt, zwei Geschütze)
- Kreuzer Rurik (1890–1904, vier Geschütze)
- Kanonenboote der Korejez-Klasse (ab 1886 bis Außerdienststellung oder Versenkung, jeweils zwei Geschütze für sieben Boote)

Das Geschütz wurde ab 1892 für Neubauten von der 45 Kaliber langen Ausführung gleichen Kalibers ersetzt.

## Konstruktion
Die Kanone bestand aus einem einteiligen Seelenrohr, das durch drei Reihen aufgeschrumpfter Ringe verstärkt wurde. Der prismatische Keilverschluss wurde hydraulisch betrieben. Das Rohr hatte 48 Züge und eine Länge von 35 Kalibern.
Zur damaligen Zeit waren Geschosse noch nicht standardisiert. Daher unterschieden sich Gewicht, Explosivstoffmasse und Länge der einzelnen gefertigten Lose. Verschossen wurden Spreng- und panzerbrechende Granaten in zwei Ausführungen. Die leichte Granate wog 80–90 kg, die schwere 133 kg. Die leichte Ausführung stand nur als Sprenggranate zur Verfügung, sie war mit 3,86 bis 4,14 kg Sprengstoff gefüllt. Die schwere Ausführung als Sprenggranate war mit 6,5 kg Sprengstoff gefüllt, als panzerbrechende Granate lag die Explosivstoffmasse bei 2,66 kg.
Geladen wurde für alle Granattypen einheitlich eine Treibladung von 51 kg braunem Schwarzpulver. Mit der leichten Granate wurde eine Mündungsgeschwindigkeit von 633 m/s, mit der schweren von 583 m/s erreicht.
Bei einer Rohrerhöhung von 6° lag die Reichweite mit der leichten Granate bei 5.310 m. Mit Rohrerhöhung 16° konnte die leichte Granate 9.150 m weit verschossen werden, allerdings ließen die installierten Geschütztürme diese Rohrerhöhung nicht zu.
Auf der Admiral Nachimow kam die Kanone in Zwillingstürmen zum Einsatz, auf allen anderen Schiffen und Booten in Einzelaufstellung in offenen Barbetten. Eine Barbette hatte dabei ein Gewicht von 21,4 t. Der Höhenrichtbereich lag bei allen Türmen zwischen −5° und +15°, der Seitenrichtbereich theoretisch bei 200° in den offenen Barbetten, wenn er nicht durch die Aufbauten der Schiffe begrenzt wurde. Der Rohrrücklauf betrug 96,5 cm. Da effektive Rohrbremsen zur damaligen Zeit nicht zur Verfügung standen, wurden die Geschütze auf einer Vavasseur-Gleitbahn montiert. Die Geschütze in den offenen Barbetten wurden in einer nach dem Konstrukteur Dubrow benannten Unterlafette gelagert. Diese unterschied sich von der Konstruktion Vavasseurs jedoch nur durch die Anbringung einiger Ausrüstungsteile. Diese Unterlafette wog 7650 kg. In beiden Fällen war die Unterlafette als Zentralpivotlafette konstruiert.